# 阿卡馬拉奇火山
阿卡马拉奇火山（又名皮利（Pili））是南美洲国家智利北部一座海拔 6046 米（19836 英尺）的火山，由安托法加斯塔大区负责管辖。在智利的这一地区，它是最高的火山。 它的名字意为 "黑色的月亮"（black moon）。 属于安第斯山脉中央火山区的一座火山，在过去的一百万年里，该地区火山活动频繁。 由于气候干燥，该地区的老火山保存完好。该山体在全新世形成。

## 外部連結
- The Highest Lakes in the World （页面存档备份，存于）
- Photos of the central Andes, including the Acamarachi crater lake
- Water resources study of chilean altiplano
- SI Google Earth Placemarks （页面存档备份，存于） - Smithsonian Institution Global Volcanism Program: download placemarks with SI  Holocene volcano-data.* Biggar, John. . Andes Publishing (Scotland). 2020. 207 pp  [2024-05-14]. ISBN 978-0-9536087-6-8. （原始内容存档于2015-04-20）.
- González-Ferrán, Oscar. . Santiago, Chile: Instituto Geográfico Militar. 1995. 640 pp. ISBN 956-202-054-1.
- The Highest Lakes in the World 的存檔，存档日期2012-08-18.